# Bofallsmossen
Bofallsmossen är ett naturreservat i Hällefors och Karlskoga kommuner i Örebro län.
Området är naturskyddat sedan 2009 och är 70 hektar stort. Reservatet består främst av tallskog men även myrmark, dör dock bara norra delen av Bofallsmossen ingår i reservatet.